# Strongylophthalmyia fasciolata
Strongylophthalmyia fasciolata är en tvåvingeart som beskrevs av Meijere 1919. Strongylophthalmyia fasciolata ingår i släktet Strongylophthalmyia och familjen långbensflugor. Inga underarter finns listade i Catalogue of Life.